# Nicky Marbot
Nicky Marbot, né le 11 novembre 1965 à Paris 11e, est un acteur français.

## Biographie

### Jeunesse, enfance et débuts
Nicky Marbot est né le 11 novembre 1965 à Paris 11e.

### Vie personnelle
Il épouse Claire Beaugé en 2019 à Neuvy-Sautour (Yonne).

## Filmographie

### Cinéma
- 1998 : Les Kidnappeurs : la pieuvre
- 1999 : Astérix et Obélix contre César : le porteur pavois
- 2000 : L'Extraterrestre : l'auto-stoppeur
- 2000 : Scènes de crimes : le chauffeur routier
- 2000 : Les Insaisissables : Jean-Louis
- 2001 : Betty Fisher et autres histoires
- 2001 : Le Petit Poucet : un cavalier
- 2003 : Brocéliande : le flic bavard
- 2003 : Le Pacte du silence : Rablé
- 2003 : En territoire indien : Serge
- 2003 : Comment tu es : Lui
- 2004 : Double Zéro : Robinson
- 2004 : Pédale dure : Brad
- 2005 : Tu vas rire, mais je te quitte : Maxime
- 2005 : Anthony Zimmer : le premier douanier
- 2005 : Caché : The Orphanage Driver
- 2005 : Zim and Co. : le premier voisin
- 2006 : Mon meilleur ami : le savoyard
- 2007 : Truands : Jacky
- 2007 : Ensemble, c'est tout : Sébastien
- 2007 : 99 francs : le cuistot
- 2007 : Les Murs porteurs : le cuisinier de la maison de retraite
- 2008 : Skate or Die : l'inspecteur fin
- 2009 : Sous le fard : Fred
- 2009 : Tellement proches : le premier flic en perquisition
- 2009 : Banlieue 13 : Ultimatum : le capitaine des Swat
- 2009 : OSS 117 : Rio ne répond plus : Castaing
- 2009 : Quelque chose à te dire : Papon
- 2009 : Une affaire d'État : le commissaire divisionnaire
- 2010 : L'Étranger : Bernard
- 2011 : Mon père est femme de ménage : le chef de rayon
- 2011 : Intouchables : le policier
- 2012 : Trois mondes : le chef de chantier
- 2013 : Né quelque part : le policier du centre de rétention
- 2014 : Mea Culpa : le patron d'Alice
- 2016 : Tout pour être heureux : patron du café
- 2017 : Corporate : chef d'équipe
- 2017 : Bienvenue au Gondwana : Charles
- 2017 : Crash Test Aglaé
- 2017 : Bonne Pomme : un habitant
- 2017 : Le Sens de la fête : Bernard
- 2018 : Comme des rois : Le Tallec
- 2018 : Les Affamés : gérant du pub
- 2019 : Hors normes : agent SNCF
- 2021 : Alors on danse : policier
- 2022 : Le Nouveau Jouet : jardinier Paul
- 2023 : Un Stupéfiant Noël ! : Franck
- 2024 : Super Papa : le garagiste

### Télévision
- 1999 : Jean-Baptiste, homme de cœur : Nougaret (épisode La montagne noire)
- 2000 : Crimes en série : Victor Buse (épisode Histoire d'amour)
- 2002 : Et demain, Paula ? : le premier agresseur
- 2003 : Saint-Germain ou la Négociation : le deuxième soldat
- 2003-2005 : Blandine l'insoumise : Chris (3 épisodes)
- 2003 : Navarro : Jonas Tatiev (saison 15, épisode 3 : Chute d'un ange)
- 2004 : Vous êtes de la région ? : Morel
- 2004 : Dans la tête du tueur : le Gaulois
- 2005 : Les Cordier, juge et flic : Martini (épisode Angela)
- 2005 : Commissaire Moulin : le convoyeur (épisode Kidnapping)
- 2005 : La Légende vraie de la tour Eiffel : Maximilien Duval
- 2006 : Julie Lescaut : Zinelli (épisode Dangereuses rencontres)
- 2006 : Navarro : le vigile André (saison 18, épisode 2 : Jour de colère)
- 2006 : David Nolande : le commissaire (épisode 4 : Crescendo)
- 2006 : RIS police scientifique : Rémi Toppallan (épisode Rencontres)
- 2007 : Père et Maire : Marc Boileau (épisode Nicolas)
- 2007 : Central Nuit : Serge Dubois (épisode Fanny)
- 2007 : Ali Baba et les Quarante Voleurs : Clodic
- 2007 : Un flic : Poly (saison 1, épisode 1 : Confusion des peines)
- 2008 : Le juge est une femme : Maxime Leroux (épisode A cœur et à sang)
- 2008 : La Maison Tellier : Ferdinand
- 2008 : Une lumière dans la nuit : Moreau
- 2008 : Duval et Moretti : Antoine (épisode Héros d'un jour)
- 2008 : Adresse inconnue : Alfred (épisode Sans domicile fixe)
- 2008 : Famille d'accueil : Marc Saugier (épisode Qui sème le vent)
- 2008 : Paris, enquêtes criminelles : Pedretti (épisode Comme un frère)
- 2008-2011 : Flics : Mattei (4 épisodes)
- 2009 : Brigade Navarro : Patrick Louise (épisode Mascarade)
- 2009 : Diane, femme flic : Gomme stup (épisode Adrénaline)
- 2009 : Sœur Thérèse.com : Gégé la Tendresse (épisode Gros lot)
- 2009 : Braquo : David Garcia (épisode Tangente)
- 2010 : La Marquise des ombres : La Chaussée
- 2010 : Un flic : Marchand (saison 4, épisode 1 : Calibre Caraïbe)
- 2010 : Empreintes criminelles : George Armelin (épisode L'affaire de la maison close)
- 2010 : La Commanderie : Clergues procession (épisode La procession)
- 2010 : La Cour des grands : Vincent Deirieux (épisode Margot)
- 2010 : Quand vient la peur : Paul Cadet
- 2010 : Paul et ses femmes
- 2010 : Enquêtes réservées : Morland (épisode Un jouet cassé)
- 2010 : Tempêtes : Tanguy
- 2011 : Les Petits Meurtres d'Agatha Christie : Ferdinand (saison 1, épisode 8 : Le flux et le reflux)
- 2012 : Profilage : Commandant Gouzon (épisode Un seul être vous manque)
- 2012 : Vauban, la sueur épargne le sang : Vauban
- 2012 : Section de recherches : José Mignot (saison 6, épisode 5 : Les Mailles du filet)
- 2012 : Mes deux amours : Commandant Bellanger
- 2013 : Lanester : Charles Kaminski
- 2014 : Falco : Gabriel Benetti (épisode La Mort dans l'âme)
- 2014 : Interventions : Francis Leroux (6 épisodes)
- 2015 : Joséphine, ange gardien : Régis (saison 15, épisode 4 : Tous au zoo)
- 2017 : Alex Hugo : le sauvage (saison 3, épisode 3 : L'homme perdu)
- 2017 : Meurtres à Orléans : Hugo Fisher
- 2018 : Commissaire Magellan (épisode Rêve brisé)
- 2019 : Scènes de ménages : Patrick, un ami de Philippe
- 2019 : Le Bazar de la Charité : Félicien Janvier
- 2019 : Commissaire Magellan (épisode Sang d'encre)
- 2021 : Demain nous appartient : Pascal Beaulieu
- 2021 : Jugée coupable : Jean-Michel Brémond
- 2022 : Sam : Claude Perderec (saison 6, épisode 2 : Jocelyn)
- 2022 : L'Île aux trente cercueils : Maguennoc
- 2022 : Les Papillons noirs d'Olivier Abbou : entraineur de boxe
- 2023 : La Vie, l'amour, tout de suite de Nicolas Cuche : Xavier
- 2023 : Meurtres dans le Cantal de Sandrine Cohen : Boibesson
- 2024 : La Maman du bourreau de Gabriel Aghion : Jacques Dumas
- 2024 : Cette nuit-là de Myriam Vinocour : Pierre Bataille
- 2025 : Meurtres en Périgord vert : Sébastien Lambert
- 2025 : Le négociateur : Yves Barrour (saison 2, épisode 3 : Sous le chapiteau)